# Línea 64 (Montevideo)
La línea 64 es una línea de transporte urbano de Montevideo. Une Shopping Portones con el Shopping de Tres Cruces en el barrio homónimo.

## Historia

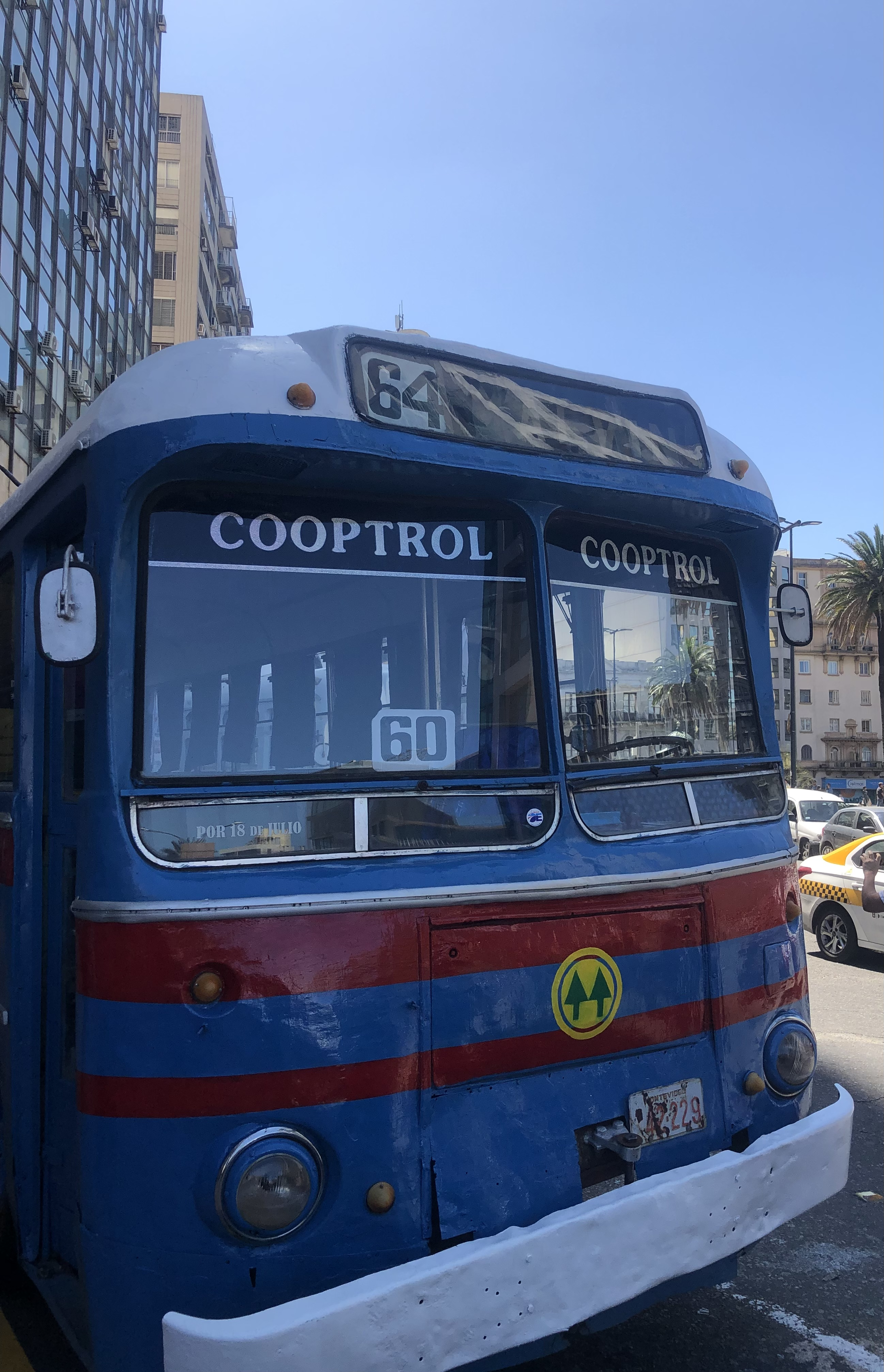
Trolebús Ansaldo San Giorgio de la Cooperativa de Trolebuses

Fue creada el 15 de mayo de 1955 por la entonces Administración Municipal de Transporte como parte del sistema de trolebuses de Montevideo, siendo la primera línea de trolleybuses que ingresó a la Ciudad Vieja llegando a la Aduana desde su inauguración y fue propiedad del ente municipal hasta el 25 de octubre de 1975 cuando tras su privatización los mismos pasaron a ser operados por la Cooperativa de Trolebuses (COOPTROL). Con la disolución de los trolebuses y el cierre de la Cooperativa de Trolebuses en 1992,  la línea pasó a ser operada por la Compañía Uruguaya del Transporte Colectivo y en consecuencia por ómnibus.
Años después, se proyectó la planificación de  ramificar dicha línea en dos ramales, por lo cual el 1.º de noviembre de 2006 se crea el ramal rojo, extendido hasta el Puente Carrasco y más tarde, en 2016, hasta el Hipermercado Geant en Barra de Carrasco. Este ramal fue suprimido en 2020. En el caso del ramal negro, en 2008, tuvo una leve modificación en su recorrido, culminando en Portones Shopping, y quedando en el año 2020 como único ramal.
En mayo de 2020, debido a la escasa demanda general del transporte público a consecuencia de la pandemia, se determinó que esta línea dejara de funcionar provisoriamente, siendo sustituida por la línea L64, con igual recorrido entre Portones Shopping y la intersección de Avenida Italia y Comercio. De todas formas, esta línea no se había suprimido en su totalidad, sino que mantuvo una única frecuencia nocturna, a las 0:15 todos los días.  
En septiembre del mismo año, la línea incorporó mayores frecuencias pero acortando su recorrido, desde Portones hasta Tres Cruces en modalidad de circuito y durante los servicios del día, mientras que en su horario nocturno es hacia la Plaza Independencia. Por otra parte, se estableció que prestará servicios únicamente en los días hábiles, ya que los fines de semana y días festivos, era sustituida por la línea L64. 
En diciembre de 2021, y mediante una resolución de la Intendencia de Montevideo, se restablecieron los servicios de fines de semana y feriados para esta línea. Estos funcionaron en conjunto con la L64 hasta octubre de 2022, donde esta última fue suprimida definitivamente.

## Características
En días hábiles, esta línea cuenta con una frecuencia aproximada de 45 minutos y en fines de semana de 1 hora 15 minutos.

## Recorridos
La línea inicia su recorrido en la Terminal Portones, dentro del centro comercial homónimo. 
| Portones - Tres Cruces |

| Desde Portones - Terminal Portones - Avenida Bolivia - Belastiquí - Avenida General Rivera - Avenida Enrique Legrand - Avenida Estanislao López - Hipólito Yrigoyen - Avenida Italia - Salvador Ferrer Serra - Juan Paullier - Colonia | Hacia Portones - Colonia - Martín C.Martínez - Avenida 18 de Julio - Bulevar Artigas - Avenida Italia - Avenida Estanislao López - Avenida Enrique Legrand - Missouri - Avenida General Rivera - Alejandro Gallinal - Aconcagua - Caramurú - Avenida Bolivia - Terminal Portones |

| Portones - Plaza Independencia |

| Desde Portones - Terminal Portones - Avenida Bolivia - Belastiquí - Avenida General Rivera - Avenida Enrique Legrand - Avenida Estanislao López - Hipólito Yrigoyen - Avenida Italia - Salvador Ferrer Serra - Juan Paullier - Avenida 18 de Julio - Plaza Independencia | Hacia Portones - Plaza Independencia - Avenida 18 de Julio - Bulevar Artigas - Avenida Italia - Avenida Estanislao López - Avenida Enrique Legrand - Missouri - Avenida General Rivera - Alejandro Gallinal - Aconcagua - Caramurú - Avenida Bolivia - Terminal Portones |

## Paradas
| Código | Parada                                 | Conexión |
| ------ | -------------------------------------- | -------- |
| 4836   | Avenida Bolivia                        | 105      |
| 4265   | Av. Italia                             |          |
| 2958   | Portones de Carrasco                   |          |
| 2966   | Mones Roses                            |          |
| 2965   | Av. San Carlos de Bolívar              |          |
| 5615   | Ciudad de Guayaquil                    |          |
| 5612   | Av. José María Paz                     | 306      |
| 5616   | Vicente Rocafuerte                     |          |
| 5613   | Grito de Gloria                        |          |
| 5614   | José Acquistapace                      |          |
| 5617   | Alejandro Fleming                      |          |
| 3004   | Av. Enrique Legrand                    |          |
| 3393   | Michigan                               |          |
| 3394   | Rimac                                  |          |
| 3399   | Rbla. Concepción del Uruguay           |          |
| 3398   | Hipólito Yrigoyen                      |          |
| 2177   | Ereván                                 |          |
| 2178   | Caldas                                 | 407      |
| 2179   | J. J. Dessalines                       |          |
| 2180   | Mataojo                                |          |
| 2181   | Alto Perú                              |          |
| 2182   | Ramallo                                |          |
| 2183   | Comercio                               | 405      |
| 2184   | Hernandarias                           |          |
| 2185   | Irlanda                                |          |
| 2186   | Bulevar Batlle y Ordóñez               |          |
| 3885   | Magariños Cervantes                    |          |
| 2187   | Dr. Francisco Simón                    |          |
| 2188   | Luis Alberto de Herrera                |          |
| 2189   | Hospital del Clínicas                  | 300      |
| 2190   | Av. Centenario                         |          |
| 2191   | Av. Manuel Albo                        |          |
| 2192   | Pte. Berro                             |          |
| 2193   | Tres Cruces DESTINO 1                  | 494      |
| 4009   | Juan Paullier                          |          |
| 4011   | Arenal Grande                          |          |
| 4013   | Gaboto                                 |          |
| 4014   | Carlos Roxlo                           |          |
| 4016   | Ejido                                  |          |
| 3913   | Plaza Cagancha                         |          |
| 4018   | Convención                             |          |
| 4756   | Plaza Independencia y Juncal DESTINO 2 |          |

| Código | Parada                        | Conexión |
| ------ | ----------------------------- | -------- |
| 3177   | W.F.Aldunate                  |          |
| 4189   | Plaza Cagancha                |          |
| 317    | Ejido                         |          |
| 4204   | Tacuarembó                    |          |
| 4202   | Gaboto                        |          |
| 3180   | Arenal Grande                 |          |
| 4005   | Dr. Joaquín Requena           |          |
| 4007   | Dr. Mario Cassinoni           |          |
| 2071   | Av. Italia/ Hospital Italiano |          |
| 2121   | Pte. Lorenzo Batlle           |          |
| 2122   | Av. Dr. A. Ricaldoni          |          |
| 2123   | Estadio Centenario            |          |
| 2124   | Hosp. Clínicas                |          |
| 2126   | Luis A. de Herrera            |          |
| 4094   | Dr. Francisco Simón           |          |
| 2127   | Magariños Cervantes           |          |
| 2128   | Bulevar Batlle y Ordóñez      |          |
| 2129   | Irlanda                       |          |
| 2130   | Luis Alberto Causa            |          |
| 2131   | Solano López/ Comercio        |          |
| 2132   | Solferino                     |          |
| 2133   | Alto Perú                     |          |
| 2134   | Mariscala                     |          |
| 2135   | Santana                       |          |
| 2136   | Caldas                        |          |
| 3397   | Av. Italia                    |          |
| 3396   | Hipólito Yrigoyen             |          |
| 3395   | Rbla. Concepción del Uruguay  |          |
| 3400   | Rimac                         |          |
| 5641   | Míchigan                      |          |
| 2988   | Missisipi                     |          |
| 2989   | Alejandro Fleming             |          |
| 3258   | Ing. José Acquistapace        |          |
| 3259   | Grito de Gloria               |          |
| 3260   | María Espínola                |          |
| 3261   | Príamo                        |          |
| 3262   | Av. Gral. José María Paz      |          |
| 3269   | Limburgo                      |          |
| 3270   | Uspallata                     |          |
| 2964   | Av. Rivera                    |          |
| 2960   | Av. San Carlos de Bolívar     |          |
| 2959   | Mones Roses                   |          |
| 2967   | Av. Juan Bautista Alberdi     |          |
| 2968   | Av. Italia                    |          |
| 4835   | Portones Shopping             |          |

## Barrios
La línea 64 circula por los barrios montevideanos de Carrasco, Punta Gorda, Malvín, Malvín Norte, Buceo, Parque Batlle, La Blanqueada, Tres Cruces, Cordón, Centro y Ciudad Vieja.